# Đồng bằng Liêu Hà

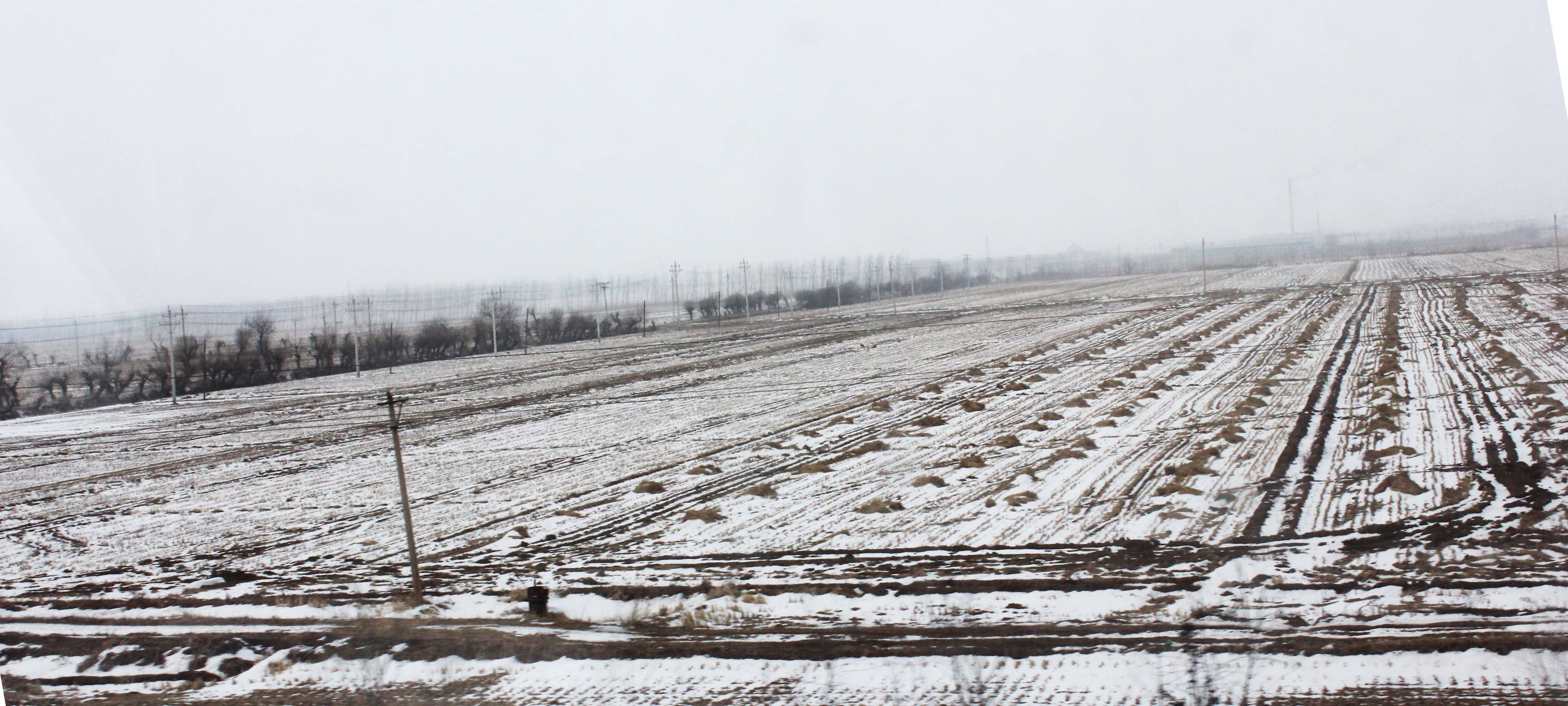
Đồng bằng Liêu Hà ở trung bộ tỉnh Liêu Ninh

Đồng bằng Liêu Hà (giản thể: 辽河平原; phồn thể: 遼河平原; bính âm: Liáohé Píngyuán) là phần phía nam của bình nguyên Đông Bắc tại Trung Quốc, nằm trọn trên địa bàn tỉnh Liêu Ninh. Đồng bằng do trầm tích của Liêu Hà bồi đắp nên, nằm giữa các vùng đồi của Liêu Tây và vùng đồi của Liêu Đông, phía nam của Thiết Lĩnh-Chương Vũ, kéo dài đến vịnh Liêu Đông, là một khu vực được con người định cư từ lâu.
Đồng bằng Liêu Hà có địa thế thấp và bằng phẳng, thường chỉ có cao độ dưới 50 mét so với mực nước biển, khu vực Thẩm Dương ở phía bắc cao hơn còn vùng đồng bằng châu thổ ven Liêu Hà ở gần biển chỉ cao từ 2-10 mét. Liêu Hà, Thái Tử Hà, Hồn Hà, Đại Lăng Hà và Sa Hà ở phần trung và hạ du có dòng chảy nhỏ và chậm, uốn khúc nhiều và có các cồn cát, có các nhánh sông dọc ngang, tích tụ nhiều phù sa, làm cho lòng sông tiếp tục dâng cao, vào mùa mưa thường dẫn đến hiện tượng thoát nước kém hay thậm chí là vỡ đê, dẫn đến thảm họa lũ lụt. Sông uốn khúc nhiều, các dải cát và phù sa dưới lòng sông cũng bị tích lại. Việc tích bùn của Liêu Hà có xu hướng phát triển ra vịnh Liêu Đông.
Vùng ven biển của Bàn Cẩm là một vùng đầm lầy nhiễm mặn hay bị lũ lụt, trong quá khứ từng gọi là "Nam Đại Hoang" Đông Bắc. Sau khi liên tục cải tạo, nơi này đã trở thành một vùng sản xuất lúa gạo trọng yếu của Đông Bắc. Vùng đồng bằng Liêu Hà giàu tài nguyên khoáng sản, có mỏ dầu lớn thứ tư cả nước là "mỏ dầu Liêu Hà", giao thông vận tải phát triển.